# Бугенвилци
Бугенвилци представљају меланежанску етничку групу која живи на острву Бугенвил. За Бугенвилце је карактеристична изразито тамна боја коже, и матрилинеално наслеђивање поседа код већине. 1990-их су се многи Бугенвилци борили за независност острва од Папуе Нове Гвинеје.
Бугенвилци говоре аустронежанске и папуанске језике: аскопански, банони, ханон, хако, халија, коромира, лантанаи, лавунуја, насиои, нехан, нукуману, нукурија, папапана, петате, рамопа, рапоиси, ротокас, сапоса, сибе, сиваи, симеку, солос, таку, теоп, тинпуц, торау, уисаи, уне. Један од аустронежанких језика Бугенвилаца са југоистока острва, уруава, данас се сматра мртвим.